# Giovanni Battista d'Ornano
Giovanni Battista d'Ornano, in francese Jean-Baptiste d'Ornano, marchese di Montlaur (Sisteron, 1581 – Castello di Vincennes, 2 settembre 1626), è stato un generale francese, maresciallo di Francia dal 1626.

## Biografia

### La carriera militare
Figlio primogenito del maresciallo di Francia Alfonso d'Ornano (1548 - 1610) e di Margherita Luisa de Pontevès, della famiglia dei conti di Carcès, era pronipote di Sampiero Corso. All'età di quattordici anni era già comandante di una compagnia di cavalleria leggera all'assedio di La Fère (1596).
Nominato colonnello-generale dei Corsi al posto del padre, si segnalò durante la guerra contro i Savoia, nell'attacco al forte di Santa Caterina, nel mantenimento della Guienna e della Linguadoca sotto la sovranità di Luigi XIII. Per questo ottenne la carica di luogotenente generale della Normandia ed i governatorati di Quillebeuf, di Pont-de-l'Arche e di Pont-Saint-Esprit, in cambio di quello di Château Trompette.
Nel 1611 sposò la contessa Maria di Maubec-Montlaur, marchesa d'Aubenas, dalla quale tuttavia non ebbe figli.

### Gli incarichi a corte
Luigi XIII gli affidò il 1º ottobre 1619 le funzioni di precettore del fratello, il principe Gastone, duca d'Orléans, essendo divenuto vacante l'incarico con il decesso del conte del Lude. Il medesimo anno Giovanni Battista divenne Cavaliere del Santo Spirito.

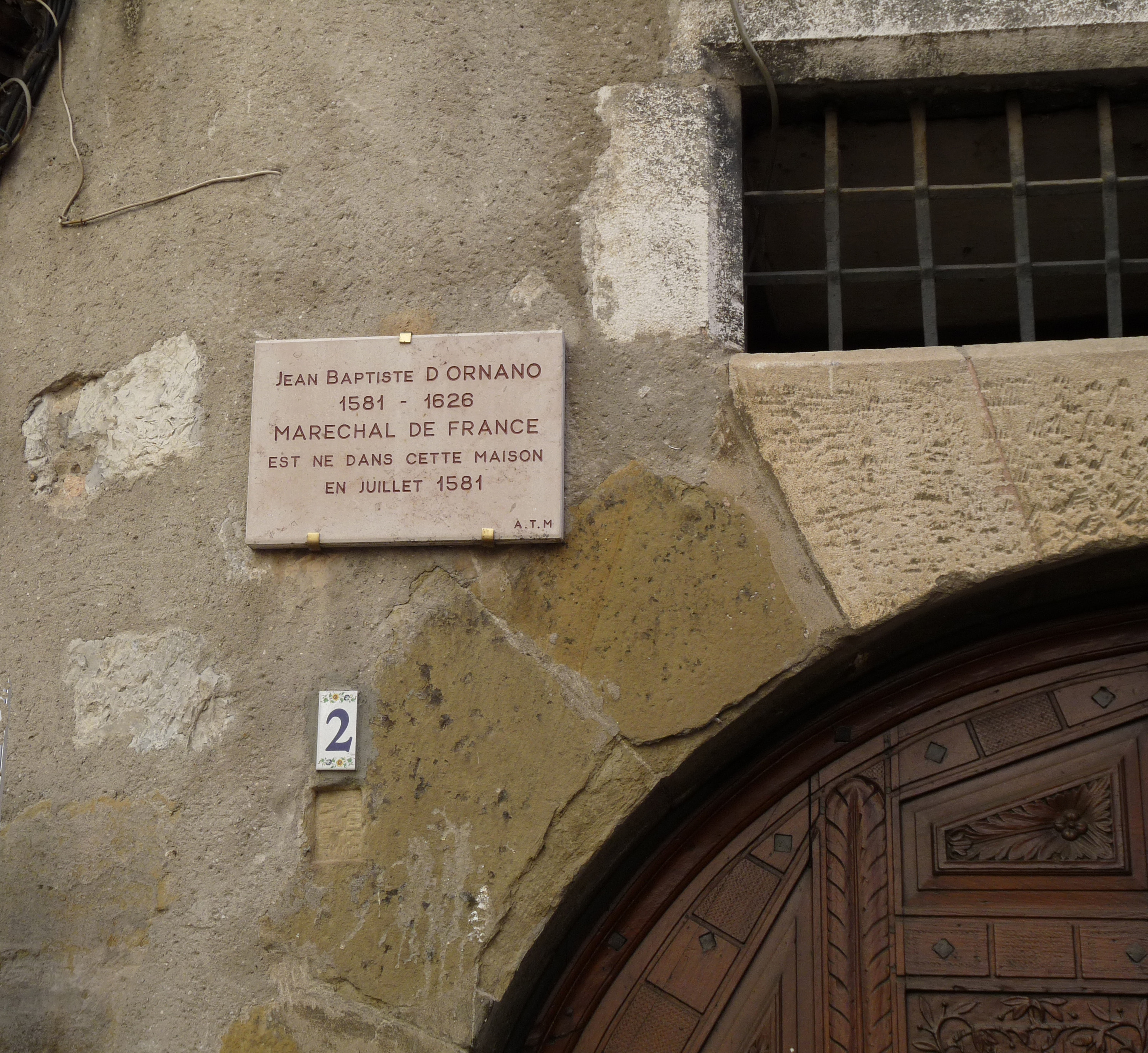
Casa natale di Giovanbattista d'Ornano a Sisteron.

Il colonnello d'Ornano, dotato di bell'aspetto e di fervida immaginazione, era nato per il successo che porta all'intrigo: il periodo era favorevole allo sviluppo di personaggi di questo genere.
D'Ornano, con una severità abilmente temperata, acquisì rapidamente ascendente sull'augusto pupillo e si ripromise di trarre vantaggio per sé stesso, instillando in Gastone il desiderio di partecipare al Consiglio del re. Il principe aveva solo sedici anni ma insistette per partecipare all'amministrazione degli affari di stato attraverso la partecipazione al Consiglio, soprattutto allorché gli fu fatto notare che, a causa della sterilità della regina Anna, la sua richiesta partecipazione avrebbe acquistato un nuovo peso.
Il Sovrintendente alle Finanze di Francia, marchese Charles de La Vieuville, non ebbe difficoltà a toglier di torno il d'Ornano, facendolo rinchiudere prima alla Bastiglia e poi al Castello di Caen. Ma presto lo stesso La Vieuville, che si era fatto numerosi nemici,  fu cacciato da Corte ed arrestato, così il duca d'Orléans pretese la liberazione ed il richiamo a corte del suo amato precettore, che fu nominato primo gentiluomo di camera del principe e sovrintendente generale della sua casa ed anche nominato maresciallo di Francia (7 aprile 1626). Questi attestati di riconoscenza da parte del principe imbaldanzirono il d'Ornano.

### La cospirazione e la fine
Il cardinale Richelieu, che non aveva potuto portarlo dalla sua parte, gli attribuì la resistenza del principe Gastone al matrimonio di quest'ultimo con la duchessa di Montpensier che lui aveva proposto alla Corte: egli accusò il d'Ornano di aver convinto il fratello del re a trattare con una principessa straniera un matrimonio che lo rendesse indipendente. Il 4 maggio il re Luigi XIII ordinò di arrestare una seconda volta il novello maresciallo di Francia, che si trovava implicato nella cosiddetta cospirazione di Chalais, ordita da Gastone contro il fratello re. Egli fu condotto dapprima al castello di Fontainebleau, quindi a quello di Vincennes, ove morì qualche mese dopo. Vi furono gravi sospetti di avvelenamento sulla sua morte.

## Epilogo
La monarchia era stata piuttosto in imbarazzo sulla sorte di questo ingombrante prigioniero, alto personaggio, che morì di malattia nella sua poco salubre cella. Dopo il conte di Chalais, che pagò la sua partecipazione alla cospirazione con la decapitazione, anche d'Ornano era rimasto vittima della volubilità di Gastone d'Orléans che decimò i ranghi dei suoi complici successivi. Il duca d'Orléans non parve afflitto da questo decesso, avendo già dato prova d'indifferenza quando aveva abbandonato alla vendetta dei suoi nemici il fedele conte di Chalais.
Il maresciallo d'Ornano, che Robert Arnauld d'Andilly lodò nelle sue Memorie, non ebbe discendenti. I suoi resti furono resi alla consorte, che li fece inumare in una sontuosa tomba, appositamente costruita, nella chiesa di Aubenas.